# Матіола запашна
Матіола запашна, левкоя запашна або левко́й запашни́й (Matthiola fragrans (Fisch.) Bunge) — багаторічна трав'яна рослина, належить до родини капустяні (Хрестоцвіті). Занесена до Червоної Книги України.

## Умови місцезростання
Східно-євразійський та західно-сибірський вид, поширений від басейну р. Сіверський Донець до Південноуральського плато, а також на півдні Західного Сибіру, північному заході Казахстану. В Україні трапляється  на крейдяних відшаруваннях в басейні р. Сіверський Донець (Донецький кряж, південні відроги Середньоруської височини). Поширений у Харківській, Донецькій та Луганській областях.
Зростає на крейдяних відшаруваннях, схилах берегів рік, балках, рідше на рухливих осипах крейди у підніжжя схилів (переважно південна або східна експозиція). Угруповання кл. Helianthemo-Thymetea (порядок Thymo cretacei-Hyssopetalia cretacei). Ксерофіт.

## Загальна біоморфологічна характеристика
Хамефіт. Багаторічна білувато-шерстистоповстиста трав’яна рослина 20–50 см заввишки. Стебла прості або галузисті, біля основі здерев’янілі. Прикореневі листки черешкові, чисельні, від виїмчасто-зубчастих до пірчасторозсічених, з краю часто хвилясті; стеблові листки — сидячі. Суцвіття — китиця, квітки брудно жовтувато-бурі, 20–25 мм завдовжки, 2,5–3 мм завширшки;  пелюстки з лінійним відгином. Плоди — сплощені прямостоячі запушені стручки до 11 см завдовжки, 2,5–3 мм завширшки. Квітне наприкінці травня — початку липня, плодоносить у серпні–вересні. Розмножується насінням та вегетативно.

## Чисельність та структура популяцій
Популяції нечисленні, середня щільність дорівнює 2–3 особини на 1 м². Зрідка може мати більш високу щільність. Площа популяцій від 0,1 га до 20 га. 
Причини скорочення чисельності: промислова розробка крейди, неконтрольований випас худоби, насадження лісу на крейдяних схилах; вузька екологічна амплітуда виду.

## Режим збереження популяцій та заходи з охорони
Охороняється у Дворічанському національному природному парку, у відділенні «Стрільцівський степ» Луганського ПЗ та відділені «Крейдова флора» Українського степового ПЗ; також у ботанічних заказниках та заповідних урочищах. Рекомендовано виявляти нові місця знаходження, контролювати стан популяцій, вирощувати у ботанічних садах. Необхідно створити ботанічні заказники в околицях с. Весела Тарасівка Лутугинського р-ну і с. Попівка Краснодонського р-ну в Луганській обл. 
Заборонено порушення умов місцезростань виду.